# Neotrichoporoides biogradensis
Neotrichoporoides biogradensis är en stekelart som beskrevs av Graham 1987. Neotrichoporoides biogradensis ingår i släktet Neotrichoporoides och familjen finglanssteklar.
Artens utbredningsområde är:
- Slovakien.
- Sverige.
- Moldavien.

Arten är reproducerande i Sverige. Inga underarter finns listade i Catalogue of Life.